# Sayaka Isoyama
Sayaka Isoyama (Japans: 磯山さやか) (Hokota, 23 oktober 1983) is een Japans fotomodel.
Ze behoort tot de groep van gravure idols.
Naast modellenwerk heeft ze ook het nodige acteerwerk op haar naam staan. Ze speelde onder andere in de serie Chouseishin Gransazer.
- International Standard Name Identifier: 0000 0003 8023 0078
- Virtual International Authority File: 259150260